# Łakamatyunaje Depo
Łakamatyunaje Depo (biał. Лакаматыўнае Дэпо, ros. Локомотивное Депо – dosł. „lokomotywownia”) – przystanek kolejowy w miejscowości Baranowicze, w obwodzie brzeskim, na Białorusi. Leży na linii Moskwa - Mińsk - Brześć oraz Baranowicze – Wołkowysk.